# Ватанабе Хідемаро
Ватанабе Хідемаро (яп. 渡部 英麿, нар. 24 вересня 1924, Хіросіма — пом. 12 жовтня 2011) — японський футболіст, що грав на позиції воротаря.

## Клубна кар'єра
Грав за команду Chugoku Electric Power.

## Виступи за збірну
Дебютував 1954 року в офіційних матчах у складі національної збірної Японії. У формі головної команди країни зіграв 2 матчі.

## Статистика
Статистика виступів у національній збірній.
| Збірна Японії | Збірна Японії | Збірна Японії |
| Роки          | Ігри          | голи          |
| ------------- | ------------- | ------------- |
| 1954          | 2             | 0             |
| Усього        | 2             | 0             |